# Ultraman
Ultraman (ウルトラシリーズ Urutora Shirīzu, hay còn gọi là Ultra Series, ở Việt Nam được biết với cái tên Siêu nhân điện quang) là tên gọi chung cho tất cả những sản phẩm truyền thông do Tsuburaya Productions sản xuất có sự xuất hiện của Ultraman cùng những người anh em của nhân vật và vô số các phản diện Ultra Monsters. Ra mắt lần lượt với các bộ phim truyền hình Ultra Q và kế đó là Ultraman vào năm 1966, Ultraman được xem là một trong những dòng tác phẩm thuộc thể loại tokusatsu siêu anh hùng nổi tiếng nhất xuất xứ từ Nhật Bản, bên cạnh các loạt phim đình đám khác do Toei Company sản xuất gồm Kamen Rider, Super Sentai và Metal Heroes. Ultraman còn là một trong những đại diện nổi tiếng của thể loại daikaiju (大怪獣, "đại quái thú") cùng với loạt Godzilla của Toho và Gamera của Daiei Film. Tuy nhiên, Ultraman  lại bị phân vào nhánh phụ kyodai hīro (巨大ヒーロー, "người hùng khổng lồ") – tiểu thể loại của dòng tác phẩm tokusatsu.
Thương hiệu Ultraman đã thu về tới 74 tỷ USD từ doanh số bán phụ phẩm liên quan từ năm 1966 đến 1987, tương đương hơn 170 tỷ USD nếu tính lạm phát. Ultraman là nhân vật được có bản quyền ăn khách thứ 3 thế giới ở thập niên 1980 chủ yếu nhờ danh tiếng của nhân vật tại thị trường châu Á. Các chi tiết liên hệ đến Ultraman trong văn hóa đại chúng của Nhật rất đông đảo, có thể hơn cả nhân vật Superman trong văn hóa Mỹ.

## Các Ultraman
Như được tiết lộ trong phần phim Mega Monster Battle: Ultra Galaxy, Ultraman là một nền văn minh công nghệ tiên tiến, lúc đầu có hình dạng trông giống con người. Chủng tộc này đã tiến hóa nhân dạng của mình sau khi kích hoạt Plasma Spark– thứ thay thế cho mặt trời đã chết của họ. Ultraman và nhiều nhân vật họ hàng với anh ta thường có màu da đỏ pha trắng (mặc dù vài năm gần đây có phát triển thêm một số biến thể có màu khác) và sở hữu đôi mắt phát sáng màu vàng hình hạnh nhân (mặc dù có một vài ngoại lệ về màu sắc và hình dáng). Họ sở hữu nhiều siêu năng lực, đáng chú ý nhất là các khả năng bắn chùm tia năng lượng từ lòng bàn tay (Kousen) và bay lượn. Họ còn có chung nhận thức văn hóa về công lý và nghĩa vụ, một lượng lớn các Ultraman đều gia nhập Đội cảnh vệ Vũ Trụ (宇宙警備隊, Uchū Keibitai) để duy trì nền hòa bình trong vũ trụ, tránh để rơi vào tay những kẻ xâm lược và quái vật ngoài hành tinh.
Các Ultraman được cử đi đến những thế giới khác và mang theo một bộ đèn cảnh báo (Color time), bộ đèn này sẽ càng nhấp nháy nhiều và chuyển từ màu xanh sang màu đỏ nếu như anh ta đang bị trọng thương. Do sự ô nhiễm mà con người gây ra và hiệu ứng lọc ánh sáng của khí quyển, một Ultraman có thể hoạt động trên Trái Đất chỉ 3 phút, trước khi anh ta bất tỉnh do nguồn năng lượng đã cạn kiệt. Do đó Ultraman buộc phải mang hình hài con người (Human form) hoặc hợp nhất với cơ thể vật chủ người (Host). Nếu như hợp nhất với người, Ultraman sẽ sản sinh ra năng lực hồi sinh một người vừa tử vong bằng cách truyền cho người đó năng lượng sống của anh ta.

## Hiện tượng Ultraman

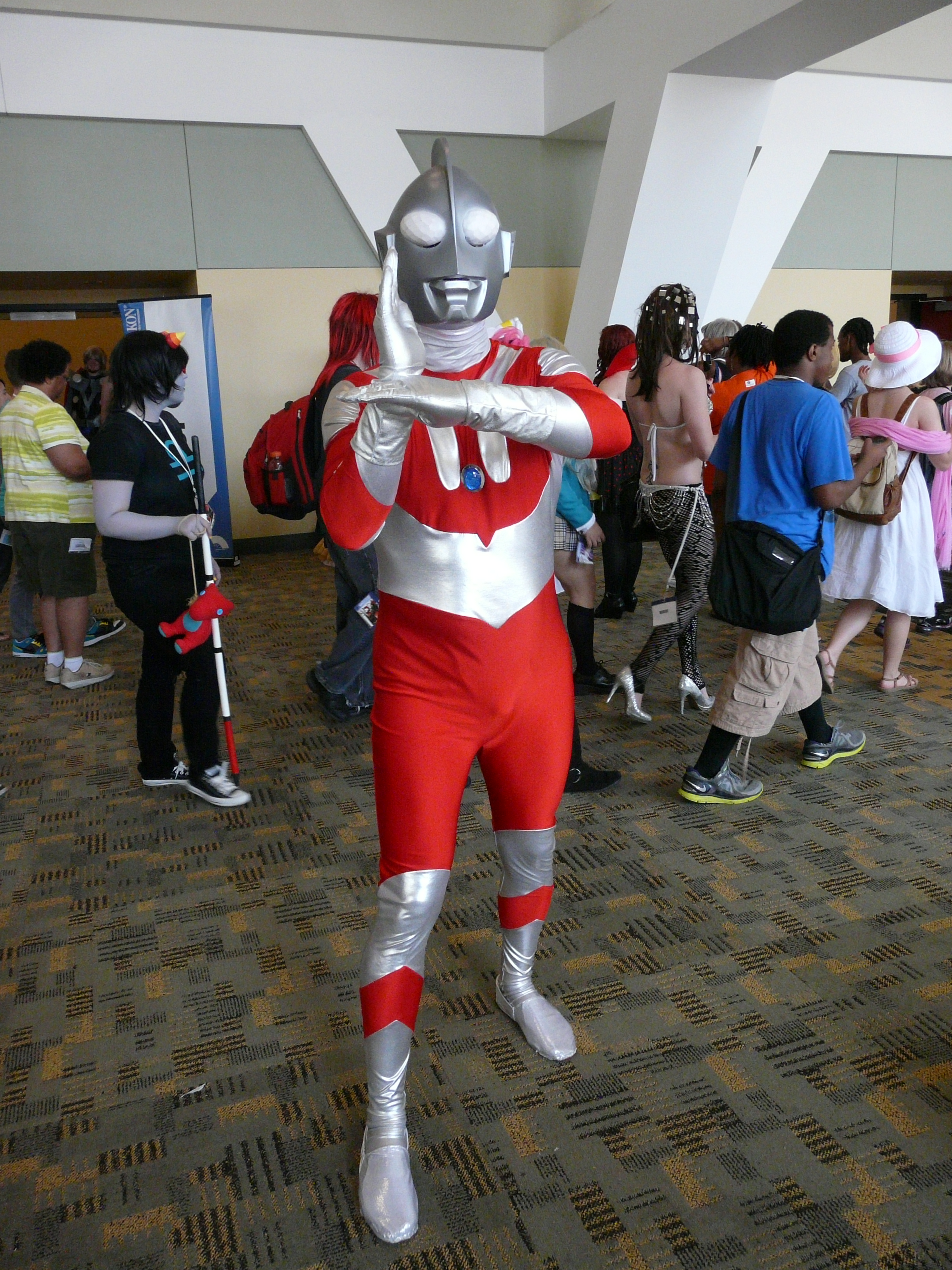
Mẫu cosplay nhân vật Ultraman tại một hội chợ vào năm 2012.

Sau khi chương trình Ultraman được phát sóng, hàng loạt phần hậu truyện đã được sản xuất nhằm tiếp nối bộ phim nguyên tác: Ultraseven (1967, TBS), The Return of Ultraman (1971, TBS), Ultraman Ace (1972, TBS), Ultraman Taro (1973, TBS), Ultraman Leo (1974, TBS), Ultraman 80 (1980, TBS), Ultraman Tiga (1996, MBS), Ultraman Dyna (1997, MBS), Ultraman Gaia (1998, MBS) và Ultraman Cosmos (2001, MBS). Sau đó, hãng phim đã tái khởi động lại nhân vật anh hùng này bằng "Dự án Ultra N" (Ultra N Project) xoay quanh ba nhân vật người hùng: Ultraman Noa ("linh hồn" của Dự án Ultra N, xuất hiện trong các Stage Show cũng như trong tập cuối của Ultraman Nexus) vào cuối 2003, Ultraman Nexus (CBC sản xuất năm 2004) và ULTRAMAN (Shochiku Productions sản xuất năm 2004). Kế tiếp là sự trở lại của lối dựng phim motif kiểu nguyên thủy trong Ultraman Max (CBC sản xuất năm 2005). Trong nội dung của Max, một nhân vật anh hùng mới nữa tên là Ultraman Xenon được trình làng. Vào tháng 4 năm 2006, tác phẩm kỷ niệm 40 năm ra đời thương hiệu Ultraman mang tên Ultraman Mebius đã đánh dấu sự trở lại của vũ trụ gốc mà nhiều người hâm mộ đợi chờ từ lâu. Cũng có một nhân vật anh hùng khác được giới thiệu trong bộ phim này là Ultraman Hikari (trước đây là Hunter Knight Tsurugi).
Tính đến năm 2013, Tsuburaya Productions đã ghi nhận 36 Ultraman thuộc hàng ngũ nhân vật chính thức của thương hiệu Ultraman (tính cả Ultraman Legend - một nhân vật được kết hợp giữa Ultramen Cosmos và Justice và xuất hiện dạng một thực thể độc lập). Con số 36 là chưa kể đến các nhân vật Ultraman do Thái Lan sản xuất, đáng lẽ con số ấy phải là 38 nếu tính Next, Noa và Nexus là các thực thể độc lập. Năm 2013, Ultraman được Sách Kỷ lục Guinness ghi nhận là chương trình truyền hình sở hữu nhiều phụ bản nhất. Thương hiệu Ultraman đã thu về tới 74 tỷ USD nhờ bán phụ phẩm liên quan từ năm 1966 đến năm 1987, tương đương hơn 170 triệu USD nếu tính lạm phát. Ultraman là nhân vật có bản quyền ăn khách thứ 3 thế giới ở thập niên 1980 chủ yếu nhờ danh tiếng của nhân vật tại thị trường châu Á.
Năm 2017, hai tập phim điện ảnh là Ultraman Ginga S: Showdown! Ultra 10 Warriors!! và Ultraman X: Here It Comes! Our Ultraman được ra rạp vào ngày 8 tháng 1 dưới dạng phim đôi; đây là lần đầu tiên một tập phim điện ảnh của Ultraman được khởi chiếu tại Bắc Mỹ trong suốt 50 lịch sử của thương hiệu. Ultraman Max, Ultraman 80, Ultraman Neos, Ultraman Nexus, Ultraseven X, The Ultraman và các loạt phim khác cũng được trình chiếu trên kênh Toku của Mỹ. Bộ manga Ultraman bắt đầu được sáng tác vào năm 2011 và tính đến năm 2018 đã bán ra 2,8 triệu bản. Tại hội chợ Tokyo Comic Con vào ngày 7 tháng 12 năm 2017, Tsuburaya Productions tiết lộ rằng một bộ anime chuyển thể từ manga sẽ dự kiến ra rạp vào năm 2019 và do Netflix phát hành.
Tính đến tháng 3 năm 2018, những hàng hóa, vật phẩm và dịch vụ liên quan đến Ultraman đã có mặt tại hơn 100 quốc gia trên toàn thế giới. Tại Trung Quốc, một bộ phim truyền hình về Ultraman đã nhận được 1,8 tỷ lượt xem trên các nền tảng ứng dụng OTT từ tháng 7 năm 2017 đến tháng 3 năm 2018. Đạo diễn loạt phim Người Kiến của Vũ trụ Điện ảnh Marvel là Peyton Reed cho biết bộ trang phục của Người Kiến được thiết kế chịu ảnh hưởng của Ultraman cùng với Inframan – một nhân vật siêu anh hùng tokusatsu đến từ Trung Quốc. Tháng 11 năm 2019, Marvel Comics được cho là đã hợp tác cùng  Tsuburaya Productions để cho ra đời các bộ truyện tranh về Ultraman vào năm 2020. Tính đến tháng 3 năm 2020, Bandai Namco Arts đã tiêu thụ 8,39 triệu băng đĩa phim Ultraman kể từ tháng 1 năm 1988.

## Tranh cãi

### Tranh chấp bản quyền
Bản quyền sử dụng Ultraman ngoài Nhật Bản đã trở thành đề tài của một cuộc chiến pháp lý kéo dài giữa Tsuburaya Productions và Chaiyo Productions (còn có tên là Tsuburaya Chaiyo Co. Ltd) – một đơn vị sản xuất phim tại Thái Lan. Trước đó Tsuburaya từng hợp tác với Chaiyo để sản xuất hai phim điện ảnh là The 6 Ultra Brothers vs. the Monster Army và Jumborg Ace & Giant vào năm 1974. Người sáng lập kiêm chủ tịch của Chaiyo Productions, ông Sompote Sands đã phát biểu vào năm 1976 rằng Tsuburaya Noboru, con trai của người cha Tsuburaya Eiji đã giao cho ông và công ty của mình một bản hợp đồng cho phép ông có quyền khai thác mọi thứ về Ultraman ngoài thị trường Nhật Bản, nhằm đổi lấy một khoản vay.
Ngày 23 tháng 8 năm 2006, Tsuburaya Productions đã đệ đơn kiện Chaiyo vi phạm bản quyền và đạo tác phẩm (liên quan đến 3 nhân vật Ultraman nguyên tác của họ), và vụ kiện được đưa hẳn sang Trung Quốc xét xử. Tòa án Trung Quốc tại Bắc Kinh đã mở một phiên tòa mang tên "Nhóm nghiên cứu bản quyền Ultraman" nhằm phản ứng trước vụ kiện. Tháng 4 năm 2007, Tòa án sở hữu trí tuệ Thái Lan đưa ra phán quyết có lợi cho Tsuburaya Productions, khi đề nghị Chaiyo dừng hoạt động và ngừng kiếm lợi nhuận từ các nhân vật Ultraman do Chaiyo sản xuất như Millennium, Dark và Elite. Các bị cáo còn bị tuyên phạt 15 triệu đồng baht (tương đương 428.673,5 USD vào tháng 4 năm 2007), cộng thêm cả lãi suất và phí thuê luật sư.
Ngày 5 tháng 2 năm 2008, Tòa án tối cao Thái Lan đưa ra phán quyết có lợi cho Tsuburaya Productions của Nhật Bản sau khi họ kháng án phán quyết đầu tiên. Phán quyết này đã chấm dứt cuộc chiến pháp lý kéo dài sau khi phát hiện ra Sompote Saengduenchai không phải là đồng giám chế Ultraman. Kết quả là Tsuburaya Productions được xem là chủ sở hữu bản quyền độc quyền. Sompote được yêu cầu trả 10,7 triệu baht cộng thêm lãi suất ở mức 7,5% mỗi năm bắt đầu từ ngày 16 tháng 12 năm 1997, sau khi đơn kiện gốc được đệ trình.
Năm 2009, Tòa án sở hữu trí tuệ Thái Lan và Tòa án quận Tokyo đều ra những phán quyết có lợi cho công ty của Thái lan. Do đó vào ngày 30 tháng 9 năm 2010, Tòa án quận Tokyo yêu cầu Tsuburaya Productions Co. của Nhật Bản phải bồi thường phí thiệt hại (5,9 triệu đồng baht) cho Sompote Saengduenchai của Thái Lan vì cáo buộc ông vi phạm bản quyền các nhân vật Ultraman ngoài lãnh thổ Nhật Bản.
Sau công bố ra mắt phim Dragon Force: So Long, Ultraman vào tháng 7 năm 2017, tranh chấp quyến sở hữu nhượng quyền ngày càng leo thang. Nhưng vào ngày 20 tháng 11 năm 2017, một thẩm phán tên là Andre Birotte Jr làm trong tòa án ở Los Angeles ra phán quyết rằng Tsuburaya đã thắng vụ kiện với Chaiyo và các nhóm liên minh nắm giữ bản quyền bộ phim, sau khi bồi thẩm đoàn kết luận rằng thỏa thuận "ngầm" giữa Noboru Tsuburaya và Chaiyo được cho là "không xác thực". Mặc dù UM Corporation và Chaiyo đều đệ đơn phản bác, vào ngày 18 tháng 4 năm 2018, vụ kiện pháp lý đã chấm dứt bởi một phán quyết ghi rằng vụ tranh chấp và tài liệu bị cho là không hợp lệ, cấm UMC sở dụng Ultraman và tất cả những nhân vật liên quan, ép họ phải bồi thường một khoản phí thiệt hại cho Tsubaraya vì đã xâm phạm bản quyền.

### Lệnh cấm xuất bản truyện ở Malaysia
Ngày 6 tháng 3 năm 2014, Bộ nội vụ Malaysia thông báo rằng đơn vị này đã cấm xuất bản truyện tranh Ultraman: The Ultra Power của Ultraman "do những nội dung có hại cho trật từ công cộng". Những người dùng mạng xã hội sau đó để ý rằng một trang sách miêu tả nhân vật Ultraman King (lấy từ bộ phim Mega Monster Battle: Ultra Galaxy) là một vị thần, mà trong ngôn ngữ pidgin bahasa Rojak của người Malaysia, từ để miêu tả vị thần là từ "Allah". Kế đó Bộ nội vụ xác nhận rằng việc sử dụng từ "Allah" chính là nguyên cớ ban lệnh cấm, Bộ cho rằng cách so sánh như vậy có thể "gây nhầm lẫn cho những thiếu nhi theo đạo Hồi và hủy hoại đức tin của chúng." Lệnh cấm này trở nên gây chú ý nhất vì cấm những người không theo Đạo hồi ở Malaysia sử dụng từ "Allah", mặc dù người dân nơi đây thường dùng từ này để chỉ bất kì "vị thần" nào, cũng như một vụ kiện từ Giáo hội Công giáo Malaysia về việc sử dụng nó.

## Điện ảnh
- Ultraman (1967) Phim tài liệu

Poster chiếu rạp của phim Ultraman Tiga & Ultraman Dyna: Warriors of the Star of Light công chiếu năm 1998.

- Ultraman, Ultraseven: Great Violent Monster Fight (1969).[26]
- The 6 Ultra Brothers vs. the Monster Army (1974) Thai Coproduction
- Ultraman (1979) Phim tài liệu
- Ultraman: Great Monster Decisive Battle (1979) Phim tài liệu
- Ultraman: The Adventure Begins (AKA: Ultraman USA) (1987)
- Ultraman Zoffy: Ultra Warriors vs. the Giant Monster Army (1984)
- Ultraman Story (1984)
- Ultra Q The Movie: Legend of the Stars (1990)*
- Ultraman vs. Kamen Rider (1993)
- Ultraman Wonderful World (tuyển tập kỷ niệm 30 năm)
  - Revive! Ultraman (1996) (bộ biên tập)
  - Ultraman Company: This is the Ultraman (Wacky) Investigation Team (1996) (Anime)
  - Ultraman Zearth (1996)
- Ultra Nyan: Extraordinary Cat who Descended from the Starry Sky (1997) (Anime)
- Ultra Nyan 2: The Great Happy Operation (1998) (Anime)
- Ultraman Zearth 2 (1997)
- Ultraman Tiga & Ultraman Dyna: Warriors of the Star of Light (1998)
- Ultraman Tiga & Ultraman Dyna & Ultraman Gaia: Battle in Hyperspace (1999)
- Ultraman Tiga: The Final Odyssey (2000)
- Ultraman Cosmos: The First Contact (2001)
- Ultraman Cosmos 2: The Blue Planet (2002)
- Ultraman Cosmos vs. Ultraman Justice: The Final Battle (2003)
- ULTRAMAN (AKA: Ultraman The Next) (2004)
- Ultraman Mebius & Ultraman Brothers (2006)
- Great Decisive Battle! The Super 8 Ultra Brothers (2008)
- Mega Monster Battle: Ultra Galaxy Legends (2009)
- Ultraman Zero: The Revenge of Belial (2010)
- Ultraman Saga (2012)
- Ultraman Ginga S The Movie (2015)
- Ultraman X The Movie (2016)
- Ultraman Orb The Movie (2017)
- Ultraman Geed The Movie (2018)
- Ultraman R/B The Movie (2019)
- Ultraman Taiga The Movie (2020)
- Shin Ultraman (2021)

## Truyền hình

### Loạt phim gốc
- Ultra Q (tháng 1 năm 1966–tháng 7 năm 1966)
- Ultraman (1966–1967)
- Ultraseven (1967–1968)
- Return of Ultraman (1971–1972)
- Ultraman Ace (1972–1973)
- Ultraman Taro (1973–1974)
- Ultraman Leo (1974–1975)
- The Ultraman (1979-1980)
- Ultraman 80 (1980–1981)
- Ultraman: Towards the Future (tháng 1 năm 1992–tháng 3 năm 1992)
- Ultraman: The Ultimate Hero (tháng 4 năm 1995–tháng 7 năm 1995)
- Ultraman Tiga (1996–1997)
- Ultraman Dyna (1997–1998)
- Ultraman Gaia (1998–1999)
- Ultraman Tiga: The Final Odyssey (2000-2000)
- Ultraman Neos (2000–2001)
- Ultraman Cosmos (2001–2002)
- Ultra Q: Dark Fantasy (tháng 4 năm 2004–tháng 9 năm 2004)
- Ultraman Nexus (2004–2005)
- Ultraman Max (2005–2006)
- Ultraman Mebius (2006–2007)
- Ultraseven X (tháng 10 năm 2007–tháng 12 năm 2007)
- Ultra Galaxy Mega Monster Battle (2007–2008)
- Ultra Galaxy Mega Monster Battle: Never Ending Odyssey (2008-2009)
- Ultraman Retsuden (2011–2016)
- Neo Ultra Q (tháng 1 năm 2013–tháng 3 năm 2013)
- Ultraman Ginga (tháng 7 năm 2013–tháng 12 năm 2013)
- Ultraman Ginga S (tháng 7 năm 2014–tháng 12 năm 2014)
- Ultraman X (2015–2016)
- Ultraman Orb (tháng 7 năm 2016–tháng 12 năm 2016)
- Ultraman Zero: The Chronicle (tháng 1 năm 2017–tháng 6 năm 2017)
- Ultraman Geed (tháng 7 năm 2017–tháng 12 năm 2017)
- Ultraman Orb: The Chronicle (tháng 1 năm 2018–tháng 6 năm 2018)
- Ultraman R/B (tháng 7 năm 2018–tháng 12 năm 2018)
- Ultraman New Generation Chronicle (tháng 1 năm 2019–tháng 6 năm 2019)
- ULTRAMAN (2019)
- Ultraman Taiga (tháng 7 năm 2019-tháng 12 năm 2019)
- Ultraman Chronicle Zero & Geed (2020)
- Ultraman Z (tháng 6 năm 2020–tháng 12 năm 2020)
- Ultraman Chronicle Z: Heroes' Odyssey (2021)
- Ultraman Trigger: New Generation Tiga (tháng 7 năm 2021- tháng 2 năm 2022)
- Ultraman Chronicle D: Heroes' Odyssey (tháng 2 năm 2022- nay)

### LoạtUltraman Kids
- Ultraman Kids' M78 Movie (1984)
- Ultraman Kids' Proverb Stories (1986)
- Ultraman Kids: 30 Million Light Years Looking for Mama (1991–1992)

### Đặc biệt

#### Truyền hình gốc
- Ultraman vs. Kamen Rider (1993) Co-production with Toei Company and Ishinomori Productions
- Ultraseven - Operation: Solar Energy (1994)
- Ultraseven - The Ground of the Earthlings (1994)

#### Loạt anime OVA / OVA
- Ultraman Graffiti (1990)
- Ultraman: Super Fighter Legend (1996)

#### OVT (Original Video Tokusatsu)
1998 Ultraseven: 30th Anniversary Memorial Trilogy series
- Ultraseven - Lost Memory
- Ultraseven - From Earth Forever
- Ultraseven - Betrayal of the Sun

1999 Loạt Ultraseven: The Final Chapters
- Ultraseven - Glory and Legend
- Ultraseven - The Sky-Flying Colossus
- Ultraseven - The Day the Fruit Ripens
- Ultraseven - Consequences of a Promise
- Ultraseven - The Imitated Man
- Ultraseven - I Am an Earthling

2001 Heisei Ultraman ngoại truyện
- Ultraman Tiga Side Story: The Giant Resurrected in the Ancient Past (2001)
- Ultraman Dyna: Return of Hanejiro (2001)
- Ultraman Gaia: Gaia Again (2001)

2002 Loạt Ultraseven: EVOLUTION
- Ultraseven: EVOLUTION - Dark Side
- Ultraseven: EVOLUTION - Perfect World
- Ultraseven: EVOLUTION - Neverland
- Ultraseven: EVOLUTION - Innocent
- Ultraseven: EVOLUTION - Akashic Record

2007 Ultraman Mebius ngoại truyện: Hikari Saga
- Hikari Saga - Arb's Tragedy
- Hikari Saga - A Warrior's Training
- Hikari Saga - Return of Light

2008 Ultraman Mebius ngoại truyện: Armored Darkness
- Stage 1 - Destructive Legacy
- Stage 2 - The Wicked Immortal Armor

2009 Ultraman Mebius side story: Ghost Reverse
- Stage 1 - Graveyard of Darkness
- Stage 2 - Emperor of Resurrection

2010 Ultra Galaxy Legend ngoại truyện: Ultraman Zero vs. Darklops Zero
- Stage 1 - Cosmic Collision
- Stage 2 - Zero's Suicide Zone

2011 Ultraman Zero ngoại truyện: Killer the Beatstar
- "Stage 1 - Universe of Steel"
- "Stage 2 - Pledge of the Meteor"

### Truyền hình ngắn tập
- Ultra Fight (1970)
- Ultra Super Legend: Andro Melos (1984)
- Ultra Super Fight (1994)
- Ultraman Zearth: Parody Chapter (1996)
- Ultraman Nice (1999)
- Ultraman Boy's Ultra Coliseum (2003)
- Ultra Zone (2011)
- Ultra Zero Fight (2012)
- Ultra Fight Victory (2015)
- Ultraman Orb: The Origin Saga (2016-2017)
- Ultra Fight Orb (2017)
- Ultra Galaxy Fight
  - New Generation Heroes (2019)
  - The Absolute Conspiracy (2020-2021)
  - "The Destined Crossroad" (2022-?)

## Trò chơi điện tử
- Ultraman MSX (1984)
- Ultraman: Kaijuu Teikoku no Gyakushuu Famicom Disk System (1987)
- Ultraman 2 Famicom Disk System (1987)
- Ultraman Club: Chikyuu Dakkan Sakusen Famicom Disk System (1988)
- Ultraman Club 2: Kaette Kita Ultraman Club Famicom (1990)
- Ultraman Club: Teki Kaijuu o Hakken Seyo Famicom (1990)
- SD Battle Ozumo: Heisei Hero Basho Famicom (1990)
- SD Hero Soukessen: Taose! Aku no Gundan Famicom (1990)
- SD The Great Battle Super Famicom (1990)
- Battle Dodge Ball Super Famicom (1991)
- Ultraman Club 3: Mata Mata Shiyutsugeki!! Ultra Kyoudai Famicom (1991)
- Ultraman Game Boy (1991)
- Ultraman Super Famicom (1991)
- Ultraman Arcade (1991)
- Ultraman: Towards the Future SNES (1991)
- Ultraman Club: Kaijuu Dai Kessen!! Famicom (1992)
- The Great Battle II: Last Fighter Twin Super Famicom (1992)
- Versus Hero: Road to the King Fight Game Boy (1992)
- Battle Dodge Ball Game Boy (1992)
- Hero Senki: Project Olympus Super Famicom (1992)
- Battle Soccer: Field no Hasha Super Famicom (1992)
- Great Battle Cyber Famicom (1992)
- Ultraman Club: Tatakae! Ultraman Kyoudai!! Arcade (1992)
- Battle Baseball Famicom (1993)
- The Great Battle III Super Famicom (1993)
- Battle Dodge Ball II Super Famicom (1993)
- Tekkyu Fight! The Great Battle Gaiden Game Boy (1993)
- Ultra Toukon Densetsu Arcade (1993)
- Cult Master: Ultraman ni Miserarete Game Boy (1993)
- Ultraman Sega Mega Drive (1993)
- Ultraman Club: Supokon Fight! Famicom (1993)
- Ultraseven Super Famicom (1993)
- Ultraman Powered Panasonic 3DO (1994)
- Ultraman Chou Toushi Gekiden Game Boy (1994)
- The Great Battle Gaiden 2: Matsuri da Wasshoi Super Famicom (1994)
- Gaia Saver Super Famicom (1994)
- Battle Soccer 2 Super Famicom (1994)
- The Great Battle IV Super Famicom (1994)
- Ultraman Powered: Kaijuu Gekimetsu Sakusen Playdia (1994)
- Ultraseven: Chikyu Boei Sakusen Playdia (1994)
- Ultraman Ball Game Boy (1994)
- Ultra League Super Famicom (1995)
- The Great Battle V Super Famicom (1995)
- Battle Crusher Game Boy (1995)
- Battle Pinball Super Famicom (1995)
- Battle Racers Super Famicom (1995)
- Super Pachinko Taisen Super Famicom (1995)
- Super Pachinko Taisen Game Boy (1995)
- Super Tekkyu Fight! Super Famicom (1995)
- Ultra X Weapons/Ultra Keibitai Arcade (1995)
- Ultraman Hiragana Daisakusen Playdia (1995)
- Ultraman Alphabet TV e Yokoso Playdia (1995)
- PD Ultraman Invader PS1 (1995)
- PD Ultraman Link Sega Saturn (1996)
- Ultraman: Ultra Land Suuji de Asobou Playdia (1996)
- Ultraman: Chinou Up Daisakusen Playdia (1996)
- SD Ultra Battle: Ultraman Densetsu Super Famicom (1996)
- Ultraman Zukan Sega Saturn (1996)
- Ultraman Zearth PS1 (1996)[27]
- Ultraman: Hikari no Kyojin Densetsu Sega Saturn (1996)
- Ultraman Zukan 2 Sega Saturn (1997)
- The Great Battle VI PS1 (1997)
- Battle Formation PS1 (1997)
- Ultraman Fighting Evolution PS1 (1998)
- Ultraman Zukan 3 Sega Saturn (1998)
- Ultraman Tiga & Ultraman Dyna: New Generations PS1 (1998)
- PD Ultraman Battle Collection 64 Nintendo 64 (1999)
- Super Hero Operations PS1 (1999)
- Great Battle Pocket Game Boy Color (1999)
- Super Hero Operations: Diedal's Ambition PS1 (2000)
- Kids Station: Bokurato Asobou! Ultraman TV PS1 (2000)
- Kids Station: Ultraman Cosmos PS1 (2001)
- Ultraman Fighting Evolution 2 PS2 (2002)
- Charinko Hero Nintendo Gamecube (2003)
- Ultraman PS2 (2004)
- Ultraman Fighting Evolution 3 PS2 (2004)
- Ultraman Fighting Evolution Rebirth PS2 (2005)
- Ultraman Nexus PS2 (2005)
- Ultraman Fighting Evolution 0 PSP (2006)
- Jissen Pachi-Slot Hisshouhou! Ultraman Club ST PS2 (2006)
- Pachitte Chonmage Tatsujin 12: Pachinko Ultraman PS2 (2007)
- Daikaiju Battle: Ultra Coliseum Nintendo Wii (2008)
- Kaiju Busters Nintendo DS (2009)
- Ultra Coliseum DX: Ultra Senshi Daishuketsu Nintendo Wii (2010)
- Kaiju Busters POWERED Nintendo DS (2011)
- The Great Battle Full Blast PSP (2012)
- Battle Dodge Ball III PSP (2012)
- Lost Heroes Nintendo 3DS, PSP (2012)
- Heroes' VS PSP (2013)
- Ultraman All-Star Chronicle PSP (2013)
- Super Hero Generation PS3, PS Vita (2014)
- Lost Heroes 2 Nintendo 3DS (2015)
- Ultraman Fusion Fight! Arcade (2016)
- City Shrouded in Shadow PS4, PS Vita (2017)
- Ultraman R/B Nintendo switch (2018)